# Unterreit
Unterreit är en kommun och ort i Landkreis Mühldorf am Inn i Regierungsbezirk Oberbayern i förbundslandet Bayern i Tyskland.
Kommunen ingår i kommunalförbundet Gars am Inn tillsammans med köpingen Gars am Inn.